# Модель відкритої музики
Модель відкритої музики — економічна і технологічна модель музичної індустрії, що розроблена на основі дослідження, проведеного в Массачусетському технологічному інституті. Вона передбачає, що відтворення записаної музики буде швидше сприйматись як послуга, а не як продаж окремих товарів. Очікують, що лише цифрова дистрибуція музичних творів за передплатою, яка підтримує спільне використання файлів без DRM, протистоятиме небажаному масовому поширенню записів. Це дослідження стверджує, що ціна 9$ на місяць за безлімітний обсяг встановила б рівновагу між попитом і пропозицією, але рекомендує 5$ на місяць як довгострокову оптимальну ціну.
Починаючи з 2002 року, коли це дослідження було проведено, багато фірм музичної індустрії прийняли низку його положень, і багато музичних сервісів за підпискою прийняли його як основу для своєї біснес-моделі.

## Огляд
Відкрита модель в музиці постулює п'ять необхідних вимог для діяльності життєздатної комерційної розподільної мережі цифрової музики:

| # | Вимога                  | Опис                                                                                          |
| - | ----------------------- | --------------------------------------------------------------------------------------------- |
| 1 | Відкритий файлообмін    | Користувачі повинні мати можливість вільно обмінюватися файлами між собою                     |
| 2 | Відкриті формати файлів | Контент повинен поширюватись у відкритих форматах без будь-яких обмежень DRM                  |
| 3 | Відкрите членство       | Власники авторських прав повинні мати змогу вільно реєструватись, щоб отримувати платежі      |
| 4 | Відкриті платежі        | Оплата має прийматися багатьма різними способами, а не всередині закритої системи             |
| 5 | Відкрита конкуренція    | Має існувати кілька подібних мереж, які можуть бути пов'язані, але не повинні бути монополією |

Відкриту модель в музиці вперше сформулював Шуман Госемаджумдер у своєму дослідження 2002 року «Advanced Peer-Based Technology Business Models» у Школі менеджменту MIT Sloan. Наступного року на неї вже посилались як на модель відкритої музики.
Модель пропонує змінити схему взаємодії продавця і споживача на ринку цифрової музики: замість того, щоб розглядати музику як товар, що придбаний в інтернет-магазині, до неї треба ставитись як до послуги, яку надає індустрія звукозапису, де фірми слугують посередниками між виробниками і кінцевими споживачами. Ця модель надає споживачам необмежену кількість завантажень цифрових записів за ціною 5$ на місяць (станом на 2002). Очікують, що застосування цієї моделі принесе підприємствам музичної індустрії дохід більше як 3 млрд$ на рік.
Дослідження, яке провів Массачусетський технологічний інститут, показало попит на незалежні програми файлообміну. Оскільки інтерес до певного цифрового контенту високий, і ризик придбати якийсь товар незаконним шляхом низький, користувачі вдаються до послуг таких сервісів як Napster, Morpheus (віднедавна BitTorrent і The Pirate Bay).

## Впровадження в індустрії звукозапису
Деякі експерти пророкують, що впровадження відкритої моделі в музиці спричинить крах системи онлайн-поширення музики на основі технології керування цифровими правами DRM.
Критики відкритої моделі відзначають, що її впровадження не усуває проблему піратства. Інші заперечували, що це було насправді найбільш ефективним вирішення проблеми піратства, оскільки піратство було «неминучим». Прихильники стверджують, що ця модель є чудовою альтернативою нинішній системі методів боротьби проти обміну файлами, яку використовує індустрія звукозапису.
Деякі аспекти цієї моделі були з часом прийняті музичною індустрією та її партнерами:
- Скасування управління цифровими правами являє собою значний зсув у галузі. У 2007 році Стів Джобс, виконавчий директор компанії Apple, опублікував лист[10], в якому закликав покласти край DRM в музиці. Кілька місяців по тому, Amazon.com запустив музичний магазин mp3-файлів вільний від DRM[11]. Через рік, iTunes Store скасував DRM на більшу частину своїх окремих композицій[12].
- Оплата була відносно проста, і iTunes Store запропонував подарункові карти, які можна придбати за готівку, з моменту запуску в 2003.
- 2011 року Apple запустила свій сервіс iTunes Match за моделлю підписки, яка підтримує обмін файлами між власними пристроями користувачів[13]. Тим не менш, ціна передплати — $ 25 на рік — не включає в себе ціну контенту, а кожну композицію досі потрібно купувати окремо з магазину iTunes.